# Cieśnina Mentawai
Cieśnina Mentawai (indonez. Selat Mentawai) – cieśnina w Indonezji na Oceanie Indyjskim; oddziela Sumatrę od wysp Mentawai i wysp Batu; długość ok. 430 km, szerokość 100–150 km. 
Główne miasto nad cieśniną Mentawai: Padang.